# Gouvernement du 10e Dáil
 (novembre 2020).
Le gouvernement du 10e Dáil ou 2e gouvernement de l'Irlande (30 juin 1938 - 1er juillet 1943) est le gouvernement irlandais formé après les élections générales de 1938 tenues le 17 juin. C'est un gouvernement dirigé uniquement par le Fianna Fáil avec Éamon de Valera en tant que Taoiseach. Le Fianna Fáil est au pouvoir depuis les élections générales de 1932.
Le 2e gouvernement dure 1 827 jours.

## 2egouvernement de l'Irlande

### Nomination par le Taoiseach
Les membres du 10e Dáil se rencontrent pour la première fois le 30 juin 1938. Lors du débat sur la nomination du Taoiseach, le leader du Fianna Fáil et sortant Éamon de Valera est proposé. La motion a été approuvée par 75 voix contre 45. De Valera est ensuite nommé Taoiseach par le président Douglas Hyde. Cela se passe juste cinq jours après l'investiture de Hyde en tant que premier président de l'Irlande le 25 juin.
| 30 juin 1938 Nomination de Éamon de Valera (FF) comme Taoiseach Motion proposée par Gerald Bartley et approuvée par Bernard Maguire Majorité absolue : 70/138 |                                                                                         |          |
| Vote | Parties                                                                                 | Votes    |
| Oui | Fianna Fáil (74), Independent (1)                                                       | 75 / 138 |
| Non | Fine Gael (44), Independent (1)                                                         | 45 / 138 |
| Absent or Abstention | Labour Party (9), Fianna Fáil (2), Fine Gael (1), Independents (5), Ceann Comhairle (1) | 19 / 138 |

### Membres du gouvernement
| Poste | Nom       | Nom             | Dates     |
| --- | --------- | --------------- | --------- |
| Taoiseach |           | Éamon de Valera | 1938–1943 |
| Ministre des Affaires extérieures                                                                                                |           | Éamon de Valera | 1938–1943 |
| Tánaiste |           | Seán T. O'Kelly | 1938–1943 |
| Ministre de l'Administration locale et de la Santé publique                                                                      | 1938–1939 | Seán T. O'Kelly |           |
| Ministre de la Justice |           | P. J. Ruttledge | 1938–1939 |
| Ministre de l'Industrie et du Commerce                                                                                           |           | Seán Lemass     | 1938–1939 |
| Ministre des Finances |           | Seán MacEntee   | 1938–1939 |
| Ministre de l'Agriculture |           | James Ryan      | 1938–1943 |
| Ministre de la Défense |           | Frank Aiken     | 1938–1939 |
| Ministre de l'Éducation |           | Thomas Derrig   | 1938–1939 |
| Ministre des Terres |           | Gerald Boland   | 1938–1939 |
| Ministre des Postes et Télégraphes                                                                                               |           | Oscar Traynor   | 1938–1939 |
| Réorganisation à la suite de la déclaration d'état d'urgence, The Emergency, consécutive au début de la Seconde Guerre mondiale. |           |                 |           |
| Poste | Nom       | Nom             | Dates     |
| Ministre de l'Éducation |           | Seán T. O'Kelly | (acting)  |
| Ministre de l'Administration locale et de la Santé publique                                                                      |           | P. J. Ruttledge | 1939–1941 |
| Ministre des Approvisionnements                                                                                                  |           | Seán Lemass     | 1939–1943 |
| Ministre de la Coordination des mesures défensives                                                                               |           | Frank Aiken     | 1939–1943 |
| Ministre des Terres |           | Thomas Derrig   | 1939–1943 |
| Ministre des Postes et Télégraphes                                                                                               | (acting)  | Thomas Derrig   |           |
| Ministre de la Justice |           | Gerald Boland   | 1939–1943 |
| Ministre de la Défense |           | Oscar Traynor   | 1939–1943 |
| Changements du 16 septembre 1939                                                                                                 |           |                 |           |
| Poste | Nom       | Nom             | Dates     |
| Ministre des Finances |           | Seán T. O'Kelly | 1939–1943 |
| Ministre de l'Industrie et du Commerce                                                                                           |           | Seán MacEntee   | 1939–1941 |
| Appointment of new member of government,.                                                                                        |           |                 |           |
| Poste | Nom       | Nom             | Dates     |
| Ministre de l'Éducation |           | Éamon de Valera | (acting)  |
| Ministre des Postes et Télégraphes                                                                                               |           | Patrick Little  | 1939–1943 |
| Changements du 18 juin 1940 |           |                 |           |
| Poste | Nom       | Nom             | Dates     |
| Ministre de l'Éducation |           | Thomas Derrig   | 1940–1943 |
| Changements du 15 août 1941 |           |                 |           |
| Poste | Nom       | Nom             | Dates     |
| Ministre de l'Administration locale et de la Santé publique                                                                      |           | Éamon de Valera | (acting)  |
| Changements du 18 août 1941 |           |                 |           |
| Poste | Nom       | Nom             | Dates     |
| Ministre de l'Industrie et du Commerce                                                                                           |           | Seán Lemass     | 1941–1943 |
| Ministre de l'Administration locale et de la Santé publique                                                                      |           | Seán MacEntee   | 1941–1943 |